# Venom (film 1981)
Venom è un film del 1981 diretto da Piers Haggard che sostituì in corso Tobe Hooper.
Il soggetto è tratto da un romanzo di Alan Scholefield.

## Trama
Londra, nella casa della ricca famiglia Hopkins, la cameriera Louise Andrews e l'autista Dave Averconnelly architettano di rapire Jacmel, il figlio dei padroni.
Resteranno vittime di un mamba nero, serpente molto velenoso e aggressivo che il ragazzino ha preso per errore al posto di una biscia.

## Produzione
Il regista Tobe Hooper prese parte a tutta la preproduzione e ne iniziò le riprese. La direzione fu poi assunta da Piers Haggard che pur avendolo rigirato per intero, riconobbe poi che non può considerarsi un'opera pienamente sua, ma da condividere con Hooper.